# Scytodes caffra
Scytodes caffra är en spindelart som beskrevs av William Frederick Purcell 1904. Scytodes caffra ingår i släktet Scytodes och familjen spottspindlar. Inga underarter finns listade i Catalogue of Life.